# 27.ª Divisão Panzer (Alemanha)
A 27ª Divisão Panzer (em alemão: 27. Panzer-Division) foi uma unidade militar blindada da Alemanha que esteve em serviço durante a Segunda Guerra Mundial.

## Comandantes
| Comandante               | Data                                                     |
| ------------------------ | -------------------------------------------------------- |
| Oberst Helmut Michalik   | 1 de outubro de 1942 - 30 de novembro de 1942 m.d.F.b.   |
| Oberst Hans Tröger       | 30 de novembro de 1942 - 31 de dezembro de 1942 m.d.F.b. |
| Generalmajor Hans Tröger | 1 de janeiro de 1943 - 25 de janeiro de 1943             |
| Oberst von Kronhelm      | 26 de janeiro de 1943 - 15 de fevereiro de 1943 m.d.F.b. |

## Área de operações
- Frente Oriental, setor sul - outubro de 1942 - de fevereiro de 1943